# دوري كرة القدم الغربي 1912–13
دوري كرة القدم الغربي 1912–13 (بالإنجليزية: 1912–13 Western Football League)‏ هو موسم من دوري كرة القدم الغربي ‏. فاز فيه نادي بريستول روفيرز.